# Soutujärvi (meer)
Het Soutujärvi is een meer in het noorden van Zweden. Het ligt in de gemeente Gällivare. De naam van het meer komt van het werkwoord roeien. Soutujärvi betekent roeimeer. Er liggen op de oever aan het oosten van het meer een aantal aan elkaar gegroeide dorpen: Puoltikasvaara, Soutujärvi, Alapää en Skaulo.